# Sandman Centre
Das Sandman Centre ist eine Mehrzweckhalle in der kanadischen Stadt Kamloops, Provinz British Columbia. In der Halle sind die Kamloops Blazers aus der Western Hockey League (WHL) beheimatet. Sie ersetzte die 1948 errichtete Kamloops Memorial Arena als Spielstätte der Blazers. Bei Eishockeyspielen bieten sich 5.464 Plätze und zu Konzerten finden bis zu 6.000 Besucher Einlass.

## Geschichte
Nach dem Baubeginn im September 1990 wurde die Arena am 8. August 1992 unter dem Namen Riverside Coliseum eingeweiht. 1996 und 2014 fanden die kanadischen Curling-Meisterschaften der Männer, genannt The Brier, statt. 1998 wurden die Curling-Weltmeisterschaft der Damen und der Herren im Riverside Coliseum ausgetragen. 2005 wurde die Genossenschaftsbank Interior Savings Credit Union für zehn Jahre Namensgeber und zahlte jährlich 120.000 CAD. Während dieser Zeit war sie einer der Austragungsorte der Top-Division der Eishockey-Weltmeisterschaft der U20-Junioren 2006. 

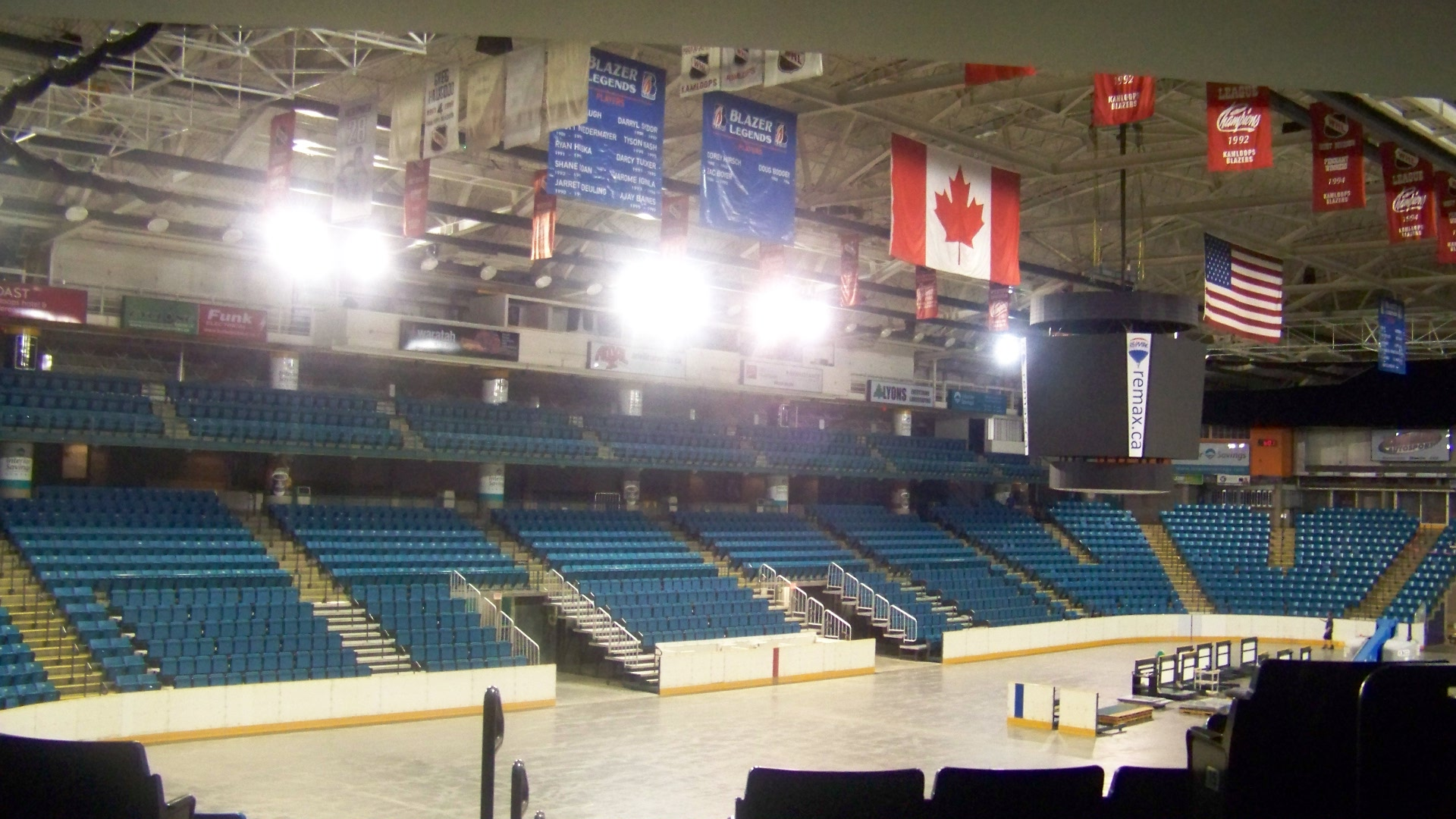
Innenansicht

Die Halle ist seit Ende August 2015 nach der Sandman Hotel Group benannt. Vom 28. März bis zum 4. April war das Sandman Centre einer von zwei Austragungsorten der Top-Division der Eishockey-Weltmeisterschaft der Frauen 2016. Drei Mal (2006, 2010, 2015) war die Eisarena bisher Schauplatz von Spielen der Canada-Russia Series zwischen All-Star-Teams der Ligen LHJMQ, OHL und WHL der Canadian Hockey League und einer Auswahl russischer Juniorenspieler.
Der letzte größere Umbau fand 2005 statt, als neue Privatlogen eingerichtet wurden. Abseits der Sportveranstaltungen ist das Sandman Centre als Konzerthalle in Nutzung.